# Zaghe-je Olja
Zaghe-je Olja (perski: زاغه عليا) – wieś w Iranie, w ostanie Kurdystan. W 2006 roku liczyła 496 mieszkańców w 123 rodzinach.